# Konstantin Vyrupayev
Konstantin Vyrupayev (en russe : Константин Григорьевич Вырупаев, Konstantine Grigorievitch Vyroupaïev), né le 10 octobre 1930 à Irkoutsk (Union soviétique) et mort le 31 octobre 2012 dans la même ville (Russie), est un lutteur soviétique. 
Lors des Jeux olympiques d'été de 1956, Konstantin Vyrupayev remporte la médaille d'or en lutte gréco-romaine dans la catégorie poids coq, puis il participe aux JO de 1960 où il obtient une médaille de bronze.
Il meurt le 31 octobre 2012 à Irkoutsk, à l'âge de 82 ans.